# بين باتريك
بين باتريك (بالإنجليزية: Ben Patrick)‏ (و. 1984 – م) هو لاعب كرة قدم أمريكية، من الولايات المتحدة الأمريكية.